# Tunguska (The X-Files)
«Tunguska» es el octavo episodio de la cuarta temporada de la serie de televisión estadounidense de ciencia ficción The X-Files. Se estrenó en la cadena Fox el 24 de noviembre de 1996. Fue dirigido por Kim Manners y escrito por Frank Spotnitz y el creador de la serie Chris Carter. «Tunguska» contó con apariciones especiales de John Neville, Nicholas Lea y Fritz Weaver. El episodio ayudó a explorar la mitología general de la serie. «Tunguska» obtuvo una calificación Nielsen de 12.2, siendo visto por 18.85 millones de personas en su transmisión inicial.
En el episodio, el agente especial del FBI Fox Mulder (David Duchovny) viaja a Rusia para investigar el origen de una contaminación por aceite negro. Su pareja Dana Scully (Gillian Anderson) y el asistente de dirección Walter Skinner (Mitch Pileggi) son convocados para asistir a una audiencia en el Senado de los Estados Unidos sobre el paradero de Mulder. «Tunguska» es un episodio de dos partes, y la trama continúa en el próximo episodio, «Terma».
«Tunguska» se inspiró en informes de evidencia de vida extraterrestre posiblemente encontrada en el meteorito Allan Hills 84001, mientras que el escenario del gulag se inspiró en las obras de Aleksandr Solzhenitsyn. La historia ofreció a los escritores la oportunidad de expandir la escala de la mitología de la serie a nivel mundial, aunque la producción del episodio se describió como problemática y costosa.

## Argumento
El episodio comienza in medias res con Dana Scully (Gillian Anderson) cuando es llevada ante un comité selecto del Senado para ser interrogada sobre el paradero de Fox Mulder (David Duchovny). Scully se niega a responder a las preguntas del comité e intenta leer un comunicado denunciando la conspiración dentro del gobierno. El senador Sorenson amenaza con declarar a Scully en desacato al Congreso.
Diez días antes, en el aeropuerto de Honolulu, los agentes de aduanas registran a un mensajero que regresa de la República de Georgia (David Bloom). Uno de los oficiales (Andy Thompson) saca un frasco de vidrio del maletín del mensajero y lo rompe accidentalmente, exponiendo a ambos hombres al aceite negro. Mientras tanto, en la ciudad de Nueva York, Mulder y Scully participan en una redada del FBI contra un grupo terrorista nacional. Se revela que el informante de Mulder dentro del grupo es Alex Krycek (Nicholas Lea), a quien los terroristas liberaron del silo de misiles donde había estado atrapado. Krycek se ha vuelto contra el fumador (William B. Davis), y les dice a los desconfiados agentes que él puede ayudar a exponerlo.
Krycek lleva a los agentes al Aeropuerto Internacional de Dulles, donde intentan detener a un segundo mensajero que lleva una valija diplomática de Rusia. El mensajero conduce a los agentes en una persecución por el aeropuerto, pero deja caer la bolsa antes de escapar. Se revela que la bolsa lleva una roca aparentemente sin marcas. Mulder confinó a Krycek en el departamento de gran altura del subdirector Walter Skinner (Mitch Pileggi) antes de analizar la roca en el Centro de vuelo espacial Goddard de la NASA. El Dr. Sacks, un científico de la NASA, les dice a Mulder y Scully que la roca es un fragmento de meteorito prehistórico que podría contener bacterias extraterrestres fosilizadas.
El fumador se acerca a Skinner y le exige que le devuelva la bolsa. El mensajero irrumpe en el apartamento de Skinner y busca la bolsa, solo para que Krycek lo arroje del patio de Skinner. Mientras tanto, el Dr. Sacks corta el fragmento, pero sin darse cuenta libera el aceite negro del interior; el organismo penetra en el traje de materiales peligrosos del científico y lo pone en un estado similar al coma. Mulder viaja a Nueva York para visitar a Marita Covarrubias (Laurie Holden), quien le revela que el fragmento se originó en la provincia rusa de Krasnoyarsk y proporciona los documentos necesarios para viajar allí. Mulder trae a regañadientes a Krycek, que habla ruso con fluidez.
En Charlottesville, Virginia, el fumador es amonestado por el Hombre de las uñas perfectas (John Neville) cuando este último se entera de los viajes de Mulder. Skinner y los agentes están citados para comparecer ante el panel del senador Sorenson por la valija perdida; cuando Skinner le pregunta a Scully sobre el paradero de Mulder, ella no se comunica. Mientras tanto, mientras Mulder y Krycek caminan por los bosques de Krasnoyarsk, el primero teoriza que el fragmento puede estar relacionado con el evento de Tunguska, un misterioso impacto cósmico que ocurrió en el área en 1908. Los dos hombres se encuentran con un campo de trabajos forzados, pero son capturados por los capataces y arrojados a un gulag.
Skinner y Scully se reúnen con el senador Sorenson, quien les pregunta sobre la muerte del mensajero y la ubicación del agente Mulder. Mulder habla con un compañero de prisión que le dice que personas inocentes han sido capturadas y traídas ahí para someterlas a experimentos. Inmediatamente después, los guardias irrumpieron en la habitación e inyectaron a Mulder una jeringa. Cuando Mulder despierta, se encuentra en una habitación grande atada con alambre de gallinero junto con muchos otros prisioneros. Se le arroja material negro sobre su rostro, infectándolo con el aceite negro.

## Producción

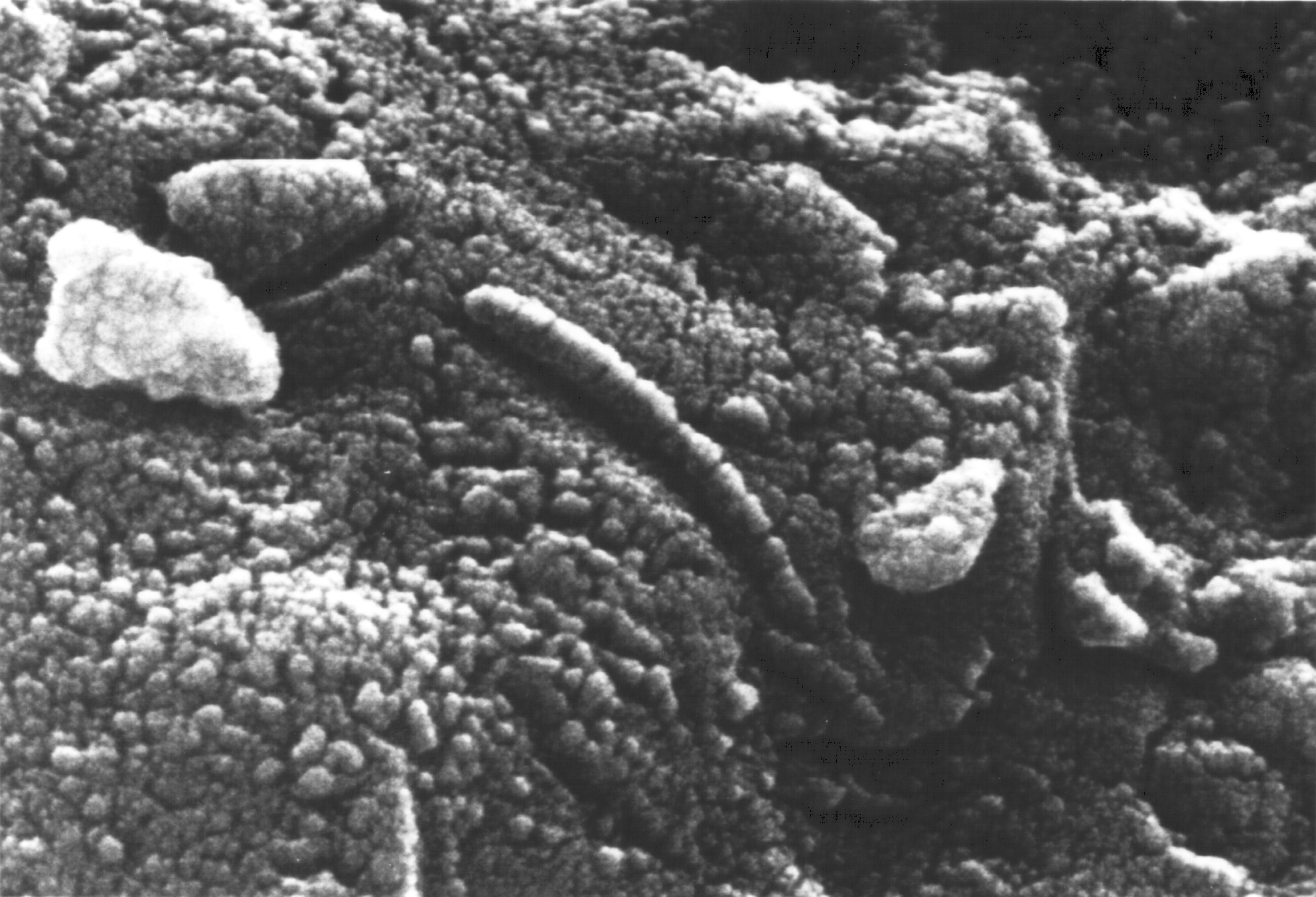
El posible descubrimiento de vida en el meteorito Allan Hills 84001 inspiró el guion del episodio.

«Tunguska» y su continuación «Terma» fueron concebidos por los escritores cuando intentaban concebir un «lienzo grande y divertido» para contar historias. Decidieron crear una historia conectada con los gulags rusos, lo que condujo a la idea «natural» de que los rusos estaban experimentando por separado del Sindicato para crear una vacuna para el aceite negro. El escritor de la serie, John Shiban, sintió que era natural crear una historia similar a una carrera armamentista entre Estados Unidos y Rusia, ya que la Guerra Fría había terminado unos años antes. Los escritores deseaban expandir la mitología de la serie globalmente, un concepto que continuó en la quinta temporada y la adaptación cinematográfica de la serie de 1998. La idea de una conspiración con alcance global se abordó por primera vez en la segunda temporada de la serie, y se consideró que esta historia de dos partes era un buen lugar para ampliar esto, permitiendo que el equipo de producción «estire los límites» de sus recursos e imaginación. La inspiración para las rocas que contienen aceite fue el anuncio de la NASA de una posible evidencia de vida extraterrestre en el meteorito Allan Hills 84001; mientras que las escenas del gulag se basaron en los libros de Aleksandr Solzhenitsyn El archipiélago Gulag y Un día en la vida de Iván Denísovich.
Las escenas que presentan la redada de SWAT en una célula terrorista que se descubrió que albergaba a Alex Krycek se filmaron en una sola noche, lo que requirió sesenta configuraciones de película individuales divididas entre tres equipos de cámara que trabajaron simultáneamente. Al amanecer, solo cuatro de los sesenta planos necesarios no se habían filmado, y estos se completaron más tarde en un estudio de sonido. Se eliminaron escenas adicionales filmadas para el episodio con el fumador y el Hombre de las uñas perfectas debido a limitaciones de tiempo. También se eliminó una escena en la que Scully informaba a Skinner sobre los eventos del episodio, ya que se consideró que era «redundante» dentro de la narrativa, repitiendo información que ya se había mostrado a la audiencia. El padre de David Duchovny estuvo presente durante la producción del episodio, dejando que el actor disfrutara del rodaje, aunque el equipo de producción describió la producción como costosa y «tercadamente plagada de problemas». «Tunguska» marcó la cuarta aparición en la serie de Malcolm Stewart, quien había aparecido previamente en «Pilot», «3» y «Avatar».

## Recepción

### Audiencia
«Tunguska» se estrenó en la cadena Fox el 24 de noviembre de 1996. El episodio obtuvo una calificación de hogar de Nielsen de 12.2 con una participación de 18, lo que significa que aproximadamente el 12,2 por ciento de todos los hogares equipados con televisión y el 18 por ciento de los hogares que miraban televisión sintonizaron el episodio. Un total de 18,85 millones de espectadores vieron este episodio durante su emisión original.

### Reseñas
«Tunguska» recibió críticas en su mayoría positivas de los críticos. Según una visualización anticipada del guion del episodio, Entertainment Weekly calificó a «Tunguska» con una A−, elogiando la trama de la «carrera armamentista». Sarah Stegall, de The Munchkyn Zone, escribió positivamente sobre la entrada y le dio una calificación de 5 sobre 5. Stegall destacó la «trama tensa» y la «excelente dirección». Escribiendo para The A.V. Club, Emily VanDerWerff calificó el episodio con una B, y señaló que el cambio a una escala global restó valor a la relevancia general de la serie. VanDerWerff sintió que «los escenarios de acción en este episodio y el siguiente son realmente fantásticos», y elogió la interpretación de William B. Davis del fumador. Sin embargo, describió a «Tunguska» como «uno de los primeros episodios de mitología realmente desenfocados en la ejecución del programa», y descubrió que la trama del episodio no hacía avanzar la serie lo suficiente, y señaló que «por primera vez, Mulder siente menos como si estuviera conduciendo la acción y más como si fuera un mensajero». David Duchovny describió este episodio, junto con «Terma», como lleno de acción y «muy divertido».

### Premios
«Tunguska» recibió una nominación para un Premio CAS de la Cinema Audio Society por Logro Sobresaliente en Mezcla de Sonido - Serie de Televisión.